# Acheta meridionalis
Acheta meridionalis är en insektsart som först beskrevs av Boris Petrovich Uvarov 1921.  Acheta meridionalis ingår i släktet Acheta och familjen syrsor. Inga underarter finns listade i Catalogue of Life.